# CooJornal
CooJornal (Cooperativa dos Jornalistas de Porto Alegre) foi um jornal fundado em 23 de agosto de 1974, e extinto em setembro de 1983, após pressão do governo militar.
Foi criado por 66 jornalistas, após se reunirem na sede da Associação Riograndense de Imprensa (ARI), em resposta a censura política promovida pela ditadura militar brasileira. Todas as edições do jornal foram digitalizadas e disponibilizadas no site do Núcleo de Pesquisa em Ciência da Comunicação (Nupecc), em 2018.

## Prêmios
Prêmio Vladimir Herzog
Prêmio Vladimir Herzog de Jornal
| Ano  | Obra                                              | Veículo de mídia | Autor           | Resultado |
| ---- | ------------------------------------------------- | ---------------- | --------------- | --------- |
| 1979 | "O caso das mãos amarradas" e "Operação Araguaia" | CooJornal        | Equipe          | Venceu    |
| 1980 | "O amargo regresso? Valeu a pena?"                | CooJornal        | Licínio Azevedo | Venceu    |

Prêmio Vladimir Herzog de Fotografia
| Ano  | Obra               | Veículo de mídia            | Autor            | Resultado |
| ---- | ------------------ | --------------------------- | ---------------- | --------- |
| 1980 | "Repressão no ABC" | CooJornal e Jornal da Tarde | Roberto Faustini | Venceu    |

## Documentário
- "Coojornal – um jornal de jornalistas sob o regime militar", dirigido por Carlos Carmo.[5]